# Royaume de Sarir
 (mai 2025).
VIe siècle – XIIe siècle
Entités suivantes :
- Khanat Avar

Le royaume de Sarir fut du VIe  au  XIIe siècle un état chrétien qui s'étendit sur les régions montagneuses de l’actuel Daghestan. 

## Étymologie
Le nom "Sarir" est dérivé du mot arabe « trône » et fait référence à un trône d’or qui était considéré comme un symbole de l’autorité royale.

## Origine
Sarir a été documenté pour la première fois en tant qu’entité politique au VIe siècle apr. J.-C. Le souvenir de sa fondation a été transmis oralement parmi les Avars caucasiens. Selon une légende, le royaume a été établi par un général perse qui a été envoyé pour contrôler le Caucase par un roi sassanide. Cette légende est corroborée par les noms des rois locaux, qui sont normalement d’étymologie persane ou même syrienne.
Sarir bordait les Khazars au nord, les Durdzuks à l’ouest et au nord-ouest, les Géorgiens et Derbent au sud. Comme l’État était chrétien, les historiens arabes le considéraient à tort comme une dépendance de l’Empire byzantin. La capitale de Sarir était la ville de Humraj, provisoirement identifiée au village moderne de Khunzakh. Le roi résidait dans une forteresse isolée au sommet d’une montagne.

## Histoire
Pendant les guerres arabo-khazars des VIIe et VIIIe siècles, les rois de Sarir se sont alliés aux Khazars. Après la campagne victorieuse de Merwan ibn Muhammad en 737-739, Sarir fut contraint de se soumettre à l’autorité du calife. [réf. nécessaire] Il a payé un tribut et fourni des hommes pour la garnison arabe de Derbent jusqu’au IXe siècle, quand, enhardi par le changement d’élan dans le sud, Sarir a affirmé sa souveraineté sur de grandes parties du Caucase, y compris Gumik, Filan et certaines parties d’Arran.
Alors que l’hégémonie du califat s’effondrait, Sarir se retrouva continuellement en guerre avec ses États successeurs, tels que Derbent et Shirvan. Dans ces guerres, il a généralement été victorieux et cela a permis à Sarir de manipuler la politique de Derbent. Parallèlement, les rois de Sarir s’éloignent de l’alliance Khazar et organisent plusieurs incursions dans les steppes khazars. Le modèle de mariages mixtes entre les maisons royales de Sarir et d’Alania a cimenté l’alliance anti-Khazar des deux États chrétiens.

## Dissolution
Alarmées par la suprématie chrétienne croissante dans le Caucase, les puissances musulmanes de la région se sont engagées à s’entraider contre Sarir. Leur pression économique et militaire, associée à des discordes internes, a conduit à la désintégration de l’État au début du XIIe siècle. Après un autre siècle d’ascendance musulmane, l’islam est devenu la religion dominante dans la région. Au XIIIe siècle, les Avars caucasiens ont formé un nouvel État musulman, traditionnellement connu sous le nom d’Avaristan.